# Chiesa di San Cipriano (Sarentino)
La chiesa di San Cipriano (in tedesco St. Zyprian in Sarnthein) è una chiesa sussidiaria a Sarentino in Alto Adige. Fa parte del decanato di Bolzano-Sarentino e risale al XIV secolo.

## Storia
Il piccolo luogo di culto venne edificato attorno al XIV secolo, quindi in tempi successivi a quelli della vicina parrocchiale di Sarentino. La sua prima citazione su documenti risale al 1328.
Importanti lavori di ristrutturazione interessarono l'edificio nel XV secolo e in tale occasione lo stile architettonico fu modificato. Da quel momento non vi furono altri interventi di tale importanza e il tempio mantenne l'aspetto gotico.

## Descrizione

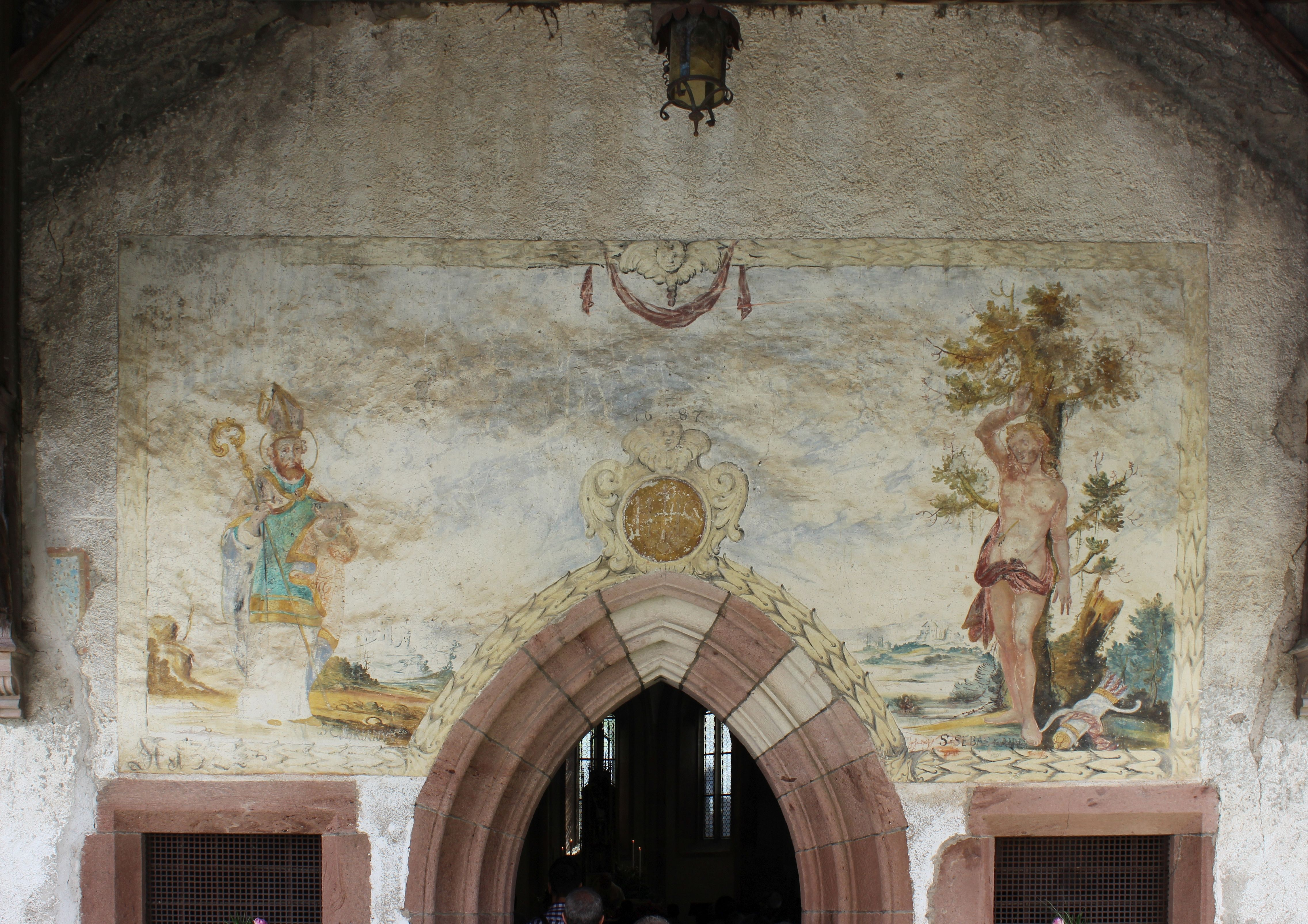
Affresco sulla facciata sopra il portale della chiesa di San Cipriano.

La piccola chiesa di san Cipriano si trova a breve distanza dalla parrocchiale di Santa Maria Assunta (della quale è sussidiaria) nel centro storico di Sarentino. Provenendo da Bolzano si incontra prima di attraversare il ponte sul Talvera per entrare in città, a destra sulla Reineggstraße. Si presenta su un terrazzamento protetto da un muretto a vista, col prospetto principale affacciato sulla via con orientamento verso nord ovest.
La struttura in stile gotico ha una facciata semplice, a capanna con due ripidi spioventi. Per tutta la sua larghezza una tettoia in legno con due pilastri pure in legno protegge il portale principale ad ogiva e gli affreschi soprastanti. La torre campanaria, che si erge alla sua destra e con pietre a vista, ha una cella campanaria che si apre con monofore sulla quale si alza la cuspide a forma di piramide acuta a base poligonale. 
L'interno è a navata unica. Nella sala, sulla parete a sinistra, si trova un importante ciclo di affreschi attribuiti a scuola giottesca che risalgono al XIV secolo ed al secolo successivo. Questi dipinti sono in buono stato di conservazione.
Si possono ammirare opere restaurate che raffigurano sette momenti della Passione di Cristo e cinque riquadri con la Leggenda di San Cipriano e Santa Giustina.
Sulla volta della navata si trova il grande e complesso Giudizio finale. Sulla parete a destra e nel coro altri affreschi che rappresentano la Vita di San Sebastiano, attribuiti a Conrad Waider. Il pulpito risale al XVI secolo.